# موي (تاديغوست)
موي هي إحدى مشيخات المملكة المغربية، تتبع جغرافيا لإقليم الرشيدية وإداريًا لتاديغوست. يقدر عدد سكانها بـ 1351 نسمة حسب الإحصاء الرسمي للسكان والسكنى لسنة 2004.